# Kinga Wyrzykowska
 (juin 2024).
Améliorez-le ou discutez des points à vérifier. 
Kinga Wyrzykowska, née en 1977 à Varsovie, est une écrivaine et traductrice franco-polonaise, auteure de romans, et de livres pour enfants.

## Biographie
Kinga Wyrzykowska naît à Varsovie et émigre en France avec ses parents au début des années 1980, durant l'état de siège en Pologne. Installée en région parisienne, elle apprend rapidement le français et s'intègre au système éducatif français. Elle poursuit des études de littérature contemporaine à l'École Normale Supérieure, où elle obtient un diplôme. Elle enseigne ensuite à l'Université de Saint-Étienne tout en travaillant sur une thèse, qu'elle abandonne finalement pour se consacrer au théâtre et à l'audiovisuel.
En 2015, elle publie son premier roman jeunesse, Memor, le monde d’après, suivi de De nos propres ailes en 2017.
En 2022, elle publie Patte blanche, son premier roman destiné à un public adulte, qui remporte le Prix Françoise Sagan en 2023.

## Œuvres

### Romans
- Patte blanche, Éditions Seuil, 2022

### Littérature jeunesse
- Le monde d’après, Bayard, 2015
- De nos propres ailes, Bayard, 2017

## Distinctions
- Prix européen Utopiales des pays de la Loire (2015) pour Le monde d’après
- Prix Plume Cultura pour Le monde d’après[3]
- Prix Françoise Sagan (2023) pour Patte blanche[2],[1]